# Breathless (singolo Shayne Ward)
Breathless è un singolo del cantante pop britannico Shayne Ward, pubblicato il 19 novembre 2007 dall'etichetta discografica Sony BMG.
Il singolo è stato estratto dal secondo album del cantante, Breathless.

## Tracce
1. Breathless
2. Gonna Be Alright

## Classifiche
| Classifica (2007) | Posizione raggiunta |
| ----------------- | ------------------- |
| Irlanda           | 2                   |
| Regno Unito       | 6                   |